# 三項式
初等代数学における三項式（さんこうしき、英: trinomial）は、三つの項からなる多項式を言う。より一般には、三つの項からなる代数式（三項代数式: trinomial expression）を単に三項式 と呼ぶこともある（これと対照に、三項からなる多項式の方は「三項多項式」と呼んで区別する）。

## 三項多項式
1. {\displaystyle 3x+5y+8z} （{\displaystyle x}, {\displaystyle y}, {\displaystyle z}は変数）
2. {\displaystyle 3t+9s^{2}+3y^{3}} （{\displaystyle t}, {\displaystyle s}, {\displaystyle y}は変数）
3. {\displaystyle 3ts+9t+5s} （{\displaystyle t}, {\displaystyle s}は変数）
4. {\displaystyle Ax^{a}y^{b}z^{c}+Bt+Cs} （{\displaystyle x}, {\displaystyle y}, {\displaystyle z}, {\displaystyle t}, {\displaystyle s}は変数、{\displaystyle a}, {\displaystyle b}, {\displaystyle c}は自然数、{\displaystyle A}, {\displaystyle B}, {\displaystyle C}は任意の定数）
5. {\displaystyle Px^{a}+Qx^{b}+Rx^{c}} （{\displaystyle x}は変数、定数{\displaystyle a,b,c}は自然数、{\displaystyle P}, {\displaystyle Q}, {\displaystyle R}は任意の定数）

## 三項方程式
三項方程式 (trinomial equation) は三つの項からなる多項式方程式（あるいは同じことだが、三項式の根を記述する方程式）をいう。例えば、x = q + xm の形の三項方程式は18世紀にヨハン・ハインリッヒ・ランベルトが研究した。
任意の一変数二次方程式は三項式 ax2 + bx + c の根（零点）を求めるものである。この三項式が既約多項式ならば、その根は二次の無理数である。
任意の一変数五次方程式はブリング–ジェラード標準形と呼ばれる三項方程式 x5 + p = qx の形に帰着することができる。超冪根 ∗√• はそのような方程式の解として導入される。